# Enicospilus ceylonicus
Enicospilus ceylonicus là một loài tò vò trong họ Ichneumonidae.